# Bolodon
Bolodon ('klomptand' uit het Oudgrieks βῶλος (bôlos), 'kluit, klomp' + ὀδών (odṓn), 'tand') is een geslacht van uitgestorven zoogdieren uit het Vroeg-Krijt van Europa en Noord-Amerika. Het is een lid van de orde Multituberculata en behoort tot de onderorde Plagiaulacida en de familie Plagiaulacidae.
De typesoort Bolodon crassidens.'de diktand', werd in 1871 benoemd door Richard Owen. De geslachtsnaam moest het Engelse lump-tooth weergeven. Deze is bekend van fossielen van het Vroeg-Krijt van Engeland uit de Lulworth-formatie van Durlston Bay, Dorset. Het holotype is BMNH 47735, een rechterbovenkaak.
Pligiaulax minor Falconor, 1857 wordt wel gezien als een Bolodon minor; ook deze is gevonden in het Vroeg-Krijt van Durlston Bay, Dorset. Plioprion (Cope, 1884) is waarschijnlijk synoniem met Bolodon. Owen benoemde in 1871 een Pligiaulax falconeri op basis van specimen BMNH 47730. Dat wordt wel gezien als een Bolodon falconeri.
De soort Bolodon osborni werd benoemd in 1928 door George Gaylord Simpson op basis van specimen BMNH 47735a, een deel van het oorspronkelijke holotype van Bolodon crassidens. De soortaanduiding eert Henry Fairfield Osborn. Fossielen zijn gevonden in het Berriasien (Vroeg-Krijt) van Durlston Bay, Dorset. Simpson benoemde ook een Bolodon elongatus, in feite een niet nauw verwante vorm.
Cifelli et alii benoemden in 2014 Bolodon hydei voor overblijfselen uit de  Chilson Member van de Lakotaformatie uit het Berriasien-Valanginien van South Dakota. De soortaanduiding eert Dayton Hyde, de stichter van het Institute of Range and the American Mustang. Het holotype is OMNH 62679, een tweede rechterkies.
Bolodon is en vrij kleine vorm. Hij heeft vier onderste premolaren.